# Вейерган, Франсуа
Франсуа Вейерган (фр. François Weyergans; 2 августа 1941, Эттербек — 27 мая 2019) — бельгийский писатель, лауреат Гонкуровской премии (2005) за роман «Три дня у моей матери».

## Биография
Франсуа Вейерган родился 2 августа 1941 года в Эттербеке (Брюссель), Бельгия в семье писателя Франца Вейергана.
Он получил образование в Брюсселе, в коллеже Сен-Мишель, после чего поступает в Париже на курсы Института Высших Кинематографических Исследований (IDHEC), где интересуется фильмами Робера Брессона и Жана-Люка Годара. Вскоре он начинает писать для Cahiers du cinéma.
В 1961 году он снял свой первый фильм о Морисе Бежаре, что привело к его исключению из школы, так как ученикам было запрещено снимать профессиональные фильмы.
В 1981 году он опубликовал роман «Macaire le Copte», за который получил премию Росселя в Бельгии, а также французскую премию «Deux Magots». После этого Франсуа Вейерган полностью посвятил себя литературе.
В 2005 году его роман Trois Jours Chez ма mère (Три дня у моей матери) был удостоен Гонкуровской премии.
26 марта 2009 года он был избран членом Французской академии.

## Произведения
- 1968: Саломе , Лео Шеер, ISBN 978-2756100081 .
- 1973: Ле Питр , Галлимар
- 1980: Les Figurants , Balland
- 1981: Macaire le Copte , Галлимар
- 1983: Le Radeau de la Méduse , Галлимар
- 1986: La vie d’un bébé , Галлимар, ISBN 978-2070704781 .
- 1988: Франсез Франс , Галлимар.
- 1989: Je suis écrivain , Gallimard, ISBN 2070709744 .
- 1990: Rire et pleurer , Éditions Grasset & Fasquelle, ISBN 978-2246423812 .
- 1990: Берлин Меркреди , Сеил .
- 1992: Démence du boxeur , Éditions Grasset & Fasquelle.
- 1997: Франц и Франсуа , Éditions Grasset & Fasquelle, ISBN 2246472814 .
- 2005: Trois jours chez ma mre , Éditions Grasset & Fasquelle, ISBN 2-246-54591-9 .
- 2012: Royal Romance Julliard, ISBN 978-2-260-01388-0 .

## Фильмография
Короткометражные фильмы
- 1962: Бежар
- 1963: Иероним Босх
- 1964: Статуи
- 1967: Воры
- 1967: Бодлер жесток в де Зоммере
- 1972: Южный фильм quelqu’un

Художественные фильмы
- 1965: Робер Брессон: не видел и не знал (портреты кинематографистов нашего времени), 65 минут
- 1967: Алин
- 1974: «Родная жизнь», актёр)
- 1977: Малади Мортель
- 1977: Я люблю тебя, когда ты танцуешь
- 1978: Телесный цвет

## Награды
- Премия Рожера-Нимье (1973) за книгу «Питр» ;
- Премия Росселя (Бельгия) за роман «Macaire le Copte»
- Гран-при французского языка (1997) за книгу «Франц и Франсуа»;
- Гонкуровская премия (2005) от Trois jours chez ma mére .